# Constantin Lupulescu
Constantin Lupulescu (Buftea, Romania, 25 de març de 1984) és un jugador d'escacs romanès, que té el títol de Gran Mestre des de 2006.
A la llista d'Elo de la FIDE del novembre de 2021, hi tenia un Elo de 2624 punts, cosa que en feia el jugador número 2 (en actiu) de Romania, i el número 159 del rànquing mundial. El seu màxim Elo va ser de 2660 punts, a la llista d'abril de 2014 (posició 88 al rànquing mundial).

## Resultats destacats en competició
Ha guanyat el campionat de Romania en quatre ocasions, els anys 2007, 2010, 2011 i 2013. Ha representat Romania a les olimpíades d'escacs de 2004 i 2008.
En torneigs, fou 1r a Bucarest 2003 i a Bucarest 2006, empatà al primer lloc amb Vladislav Nevednichy a Timişoara 2006, fou 2n al Memorial Victor Ciocaltea de Bucarest 2008 i empatà als llocs 4t–8è amb Tamaz Gelashvili, Anton Filippov, Nidjat Mamedov i Oleksandr Zúbarev al torneig obert Romgaz a Bucarest 2008.
Entre l'agost i el setembre de 2011 participà en la Copa del món de 2011, a Khanti-Mansisk, un torneig del cicle classificatori pel Campionat del món de 2013, però fou eliminat en primera ronda, per Daniel Fridman (1½-½).
El 2013 empatà als llocs 1r–8è amb Oleksandr Moissèienko, Ievgueni Romànov, Alexander G Beliavsky, Hrant Melkumian, Francisco Vallejo Pons, Serguei Movsessian, Ian Nepómniasxi, Aleksei Dréiev i Ievgueni Alekséiev al campionat d'Europa individual celebrat a Legnica, Polònia.
L'agost de 2013 participà en la Copa del Món de 2013, on tingué una actuació regular, i fou eliminat en primera ronda per Krishnan Sasikiran 1½-2½.
El maç de 2014 fou subcampió del fort torneig Obert de Bakú amb 7 punts de 9, igualat amb Ernesto Inarkiev però amb pitjor desempat. El 2014 empatà al segon lloc al campionat d'Europa individual, a Erevan, amb 8 punts d'11 partides, amb set jugadors més (el campió fou el rus Aleksandr Motiliov). Aquest resultat el va classificar per la Copa del Món de 2015.
El 2015 fou per cinquè cop campió de Romania amb 6½ punts de 9. El 2019 es proclamà campió de l'Obert d'escacs de Reykjavík.
L'abril de 2019 va guanyar l'Obert d'escacs de Reykjavík amb 7/9 punts, per damunt d'Alireza Firouzja.